# Tetrapocillon atlanticus
Tetrapocillon atlanticus är en svampdjursart som beskrevs av van Soest 1988. Tetrapocillon atlanticus ingår i släktet Tetrapocillon och familjen Guitarridae. Inga underarter finns listade i Catalogue of Life.